# Ambalakida
Ambalakida est une commune urbaine malgache située dans la partie nord-est de la région de Boeny.
Ambalakida, située dans la région de Boeny à 30 kilomètres de Mahajanga, est un espace naturel riche en culture et en biodiversité, abritant notamment la forêt sacrée d’Andriamisara. Avec une superficie de 310 hectares, cette forêt est protégée par l’association COBA FISAMIA, vouée à la préservation de cet écosystème unique. Chaque mois de mars, elle devient le cadre du rituel traditionnel « Fanopambem-pandrama », mettant en lumière le lien spirituel et culturel entre la forêt d’Andriamisara et le Doany Andriamisara. Ce lieu illustre l’importance de la conservation des traditions et de la nature dans la région.

## Géographie
Les coordonnées géographiques précises, la latitude et la longitude — -15.716667, 46.533333.
Ambalakida il est situé dans un fuseau horaire heure normale d’Afrique de l’Est.

## Démographie
Ambalakida est une commune urbaine malgache située dans la partie nord-est de la région de Boeny.
La population est de 5.000 d'habitat en 2001